# آموزشگاه موسیقی (فیلم)
آموزشگاه موسیقی (انگلیسی: Music School) یک فیلم موزیکال هندی است که به زبان‌های تلوگو و هندی ساخته شد، نویسندگی و کارگردانی این فیلم را پاپا رائو بی‌یالا (Papa Rao Biyyala) بر عهده داشت و بازیگران اصلی شریا سارن، پراکاش راج و شارمان جوشی، گریسی گوسوامی و اوزو بارو (Ozu Barua) هستند. فیلمبرداری اصلی در روز ۱۵ نوامبر ۲۰۲۱ شروع شد. این فیلم در روز ۱۲ مهٔ ۲۰۲۳ به نمایش درآمد.